# 南陽 (福岡県)
株式会社南陽（なんよう）は、福岡県福岡市博多区に本社を置く、産業機器の販売、建設機械の販売およびレンタルを行う総合機械商社である。南陽と子会社8社（うち連結子会社7社）、関連会社1社（うち持株法適用会社1社）を含め、あわせて10社の企業グループ。

## 概要
- 総合機械商社
- かつては石炭業として創業
- 国内のみならず、海外（主にアジア）の企業への産業機器の販売、建設機械の販売およびレンタルを手掛けている。
- 1994年、福岡証券取引所上場。
- 2017年に東京証券取引所第二部にも上場し[2]、2018年12月11日に東京証券取引所第一部へ市場変更[3]。

## 事業所
- 本社/福岡支店 - 福岡県福岡市博多区
- 東京支店 - 東京都中央区
- 北関東支店 - 埼玉県熊谷市
- 信州支店 - 長野県松本市
- 関西支店 - 兵庫県西宮市
- 北九州支店 - 福岡県北九州市八幡西区
- 南九州支店 - 熊本県熊本市東区
- 仙台営業所 - 宮城県仙台市青葉区

## その他
人間がショベルカーやダンプカーなどにふんしたCMや、ショベルカーとブルドーザーで漫才を行なうCMなど、独特なCM放映を行なっている。（CM - 株式会社南陽）